# Philip Henry Delamotte

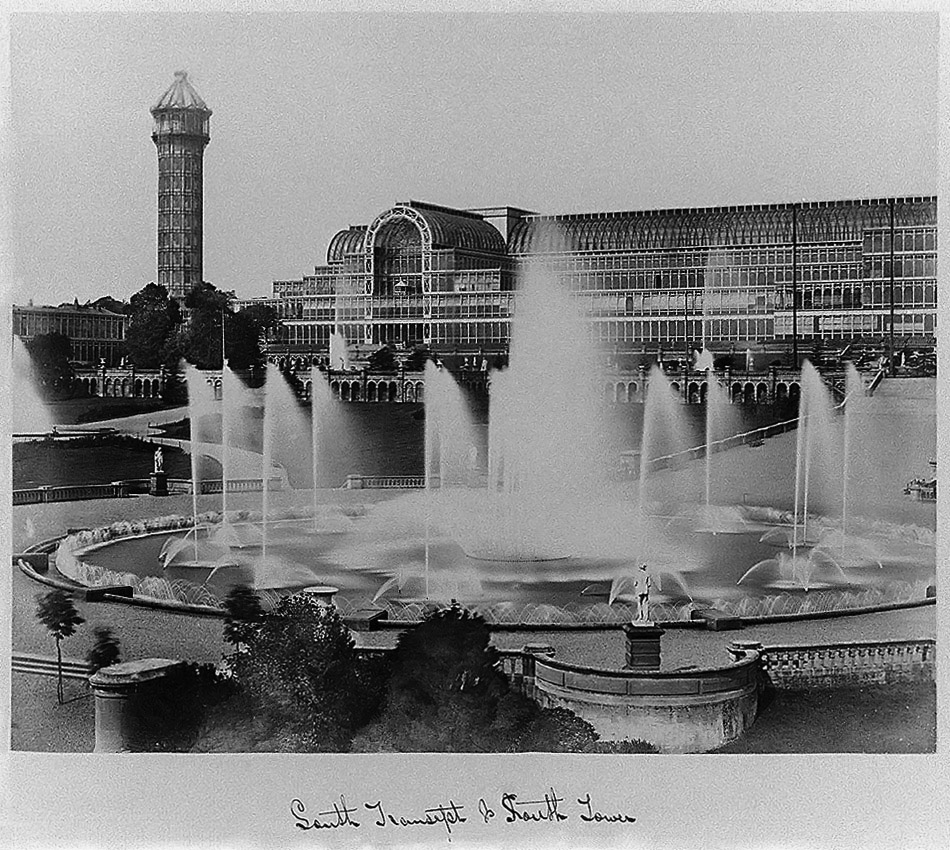
Fântânile din fața complexului The Crystal Place, după mutarea sa la Sydenham (1852 - 1854) (fotografie realizată după 1854).

Philip Henry Delamotte (n. 21 aprilie 1821, Berkshire, Anglia, Regatul Unit al Marii Britanii și Irlandei – d. 24 februarie 1889, Greater London, Anglia, Regatul Unit al Marii Britanii și Irlandei) a fost un englez, cunoscut ca fotograf, ilustrator, pedagog de arte vizuale și pionier al fotografiilor tipărite.
Delamotte, un ilustrator, artist plastic și ulterior un fotograf, a devenit faimos pentru fotografierea celebrei structuri The Crystal Palace, atât în plasamentul său originar din Londra (anii 1850 - 1852), cât mai ales în timpul dez-ansamblării și re-ansamblării sale, respectiv după mutarea și extinderea sa la Sydenham, locul unde a existat până în 1936, când întreg complexul a fost distrus de un incendiu devastator.

## Scurtă biografie
Fiu al lui Mary și William Alfred Delamotte, provenit dintr-o familie de condiție materială relativ bună, Philip s-a pregătit pentru o carieră în artă, devenind un artist plastic complet, excelând în desen, ilustrații și ulterior în fotografie, la care și-a adus contribuții importante prin perfecționarea procedeului cunoscut sub numele de calotipie. Mai târziu a predat ca profesor de desen și arte frumoase la King's College din Londra. A decedat la 24 februarie 1889, în casa ginerelui său, Henry Charles Bond.

## The Crystal Palace
Clădirea originală The Crystal Palace, gazda celebrei Expoziții Universale din 1851, The Great Exhibition of the Works of Industry of all Nations of 1851, proiectată și executată de Joseph Paxton, fusese terminată în 1851.  La șase luni după închiderea expoziției, conform înțelegerii inițiale, clădirea principală și structurile adiacente au început să fie demontate pentru a fi mutate.
Planurile inițiale, concepția expoziției (care urma să demonstreze rolul primordial al Marii Britanii din timpul Revoluției Industriale), precum și strângerea fondurilor pentru realizarea evenimentului se făcuseră sub înaltul patronaj al Prințului Regent Albert de Saxa-Coburg și Gotha, soțul Reginei Victoria a Regatului Unit al Marii Britanii și Irlandei.
Succesul extraordinar al expoziției, precum și strângerea unei sume record de bani din diferite surse a făcut ca mutarea complexului să fie bine susținută material. Compania special înființată pentru realizarea expoziție, The Crystal Pallace Company (TCPC), i-a reangajat Paxton, împreună cu asistenții săi inițiali, Charles Fox și William Cubitt să mute integral și apoi să extindă întregul ansamblu în noua sa locație de la Sydenham. În același timp TCPC l-a desemnat pe Delamotte ca să înregistreze fotografic demontarea, transportul, reamsamblarea și noul ansamblu în noua sa locație.

## Calotipie, fotografii în tipărituri
Philip Henry Delamotte este unul dintre pioniereii importanți ai fotografiei fiind printre primii fotografi care pot fi considerați fotojurnaliști, prin modul în care a documentat (într-un mod extrem de amplu și profesionist) o astfel de operație complexă de mutare.  Aceste numeroase serii de fotografii au constituit obiectul publicării în mai multe cărți documentare pe care le-a produs ulterior.
De asemenea, Delamotte este un pionier al tehnicilor fotografice aplicate în tipărituri întrucât fotografiile sale documentare, utilizând procedeul numit calotipie, inventat în 1841 de William Fox Talbot, au fost primele din lume care au apărut în tipărituri.
Delamotte și colegul său Roger Fenton, care sunt considerați a fi fost printre primii fotojurnaliști civili ai lumii (Fenton fiind alături de Carol Popp de Szathmáry și unul dintre primii fotojurnaliști de război), au activat adesea profesional împreună, fiind și membri fondatori ai unei organizații profesioniste de fotografi, Calotype Club of London.

## Galerie - The Crystal Palace

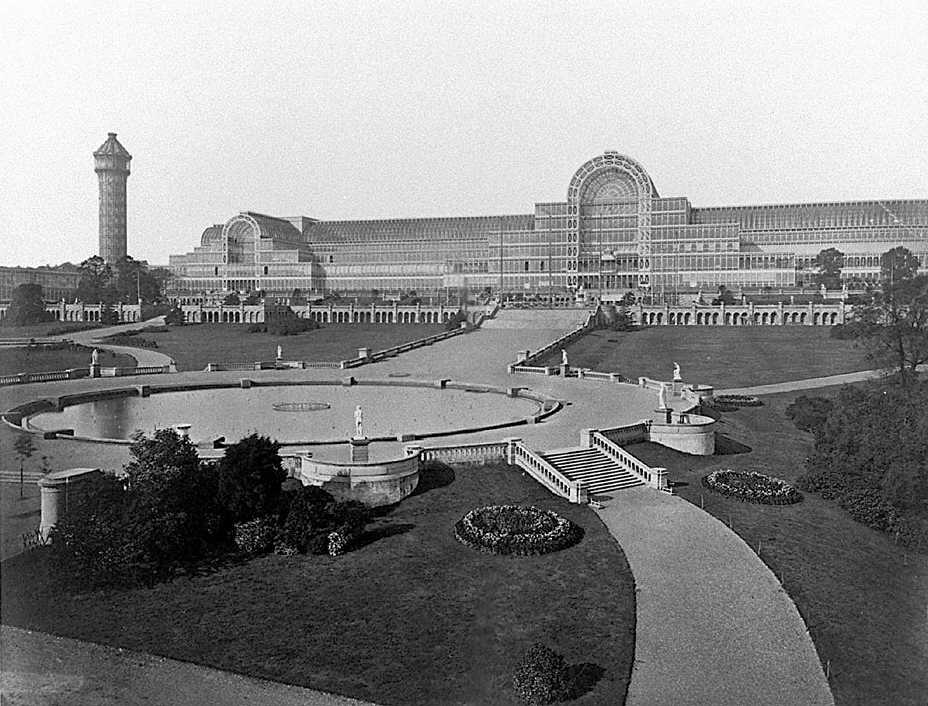
The Crystal Palace la Sydenham
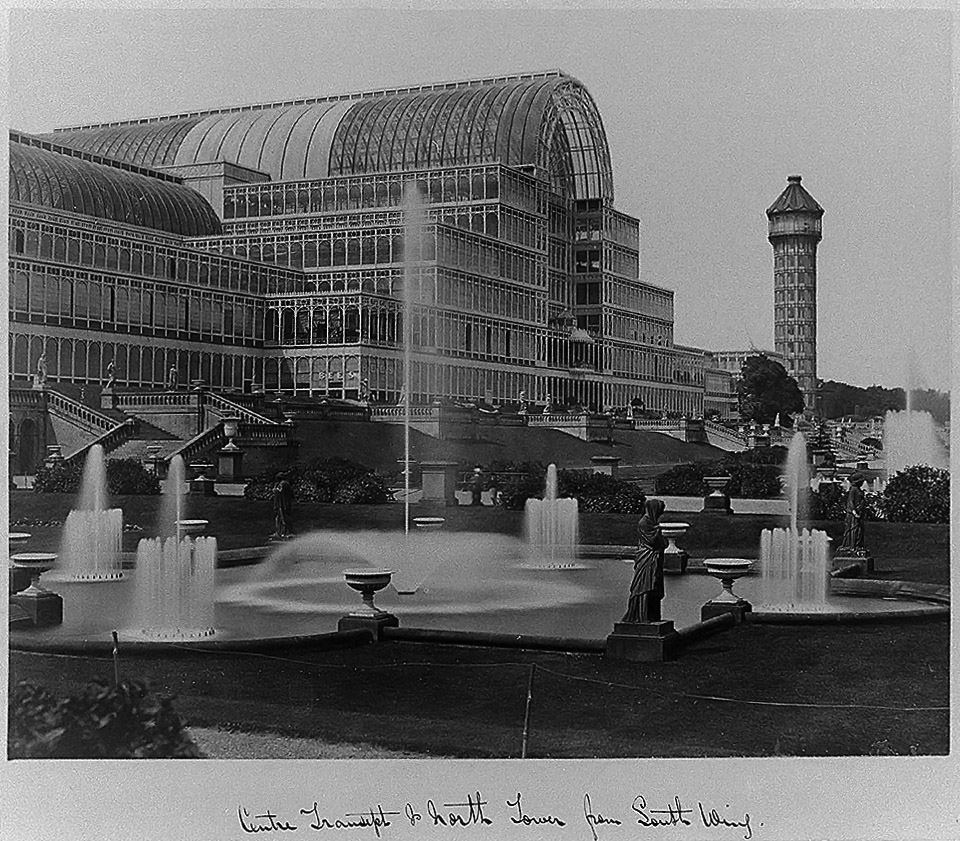
Detaliu al clădirii The Crystal Palace
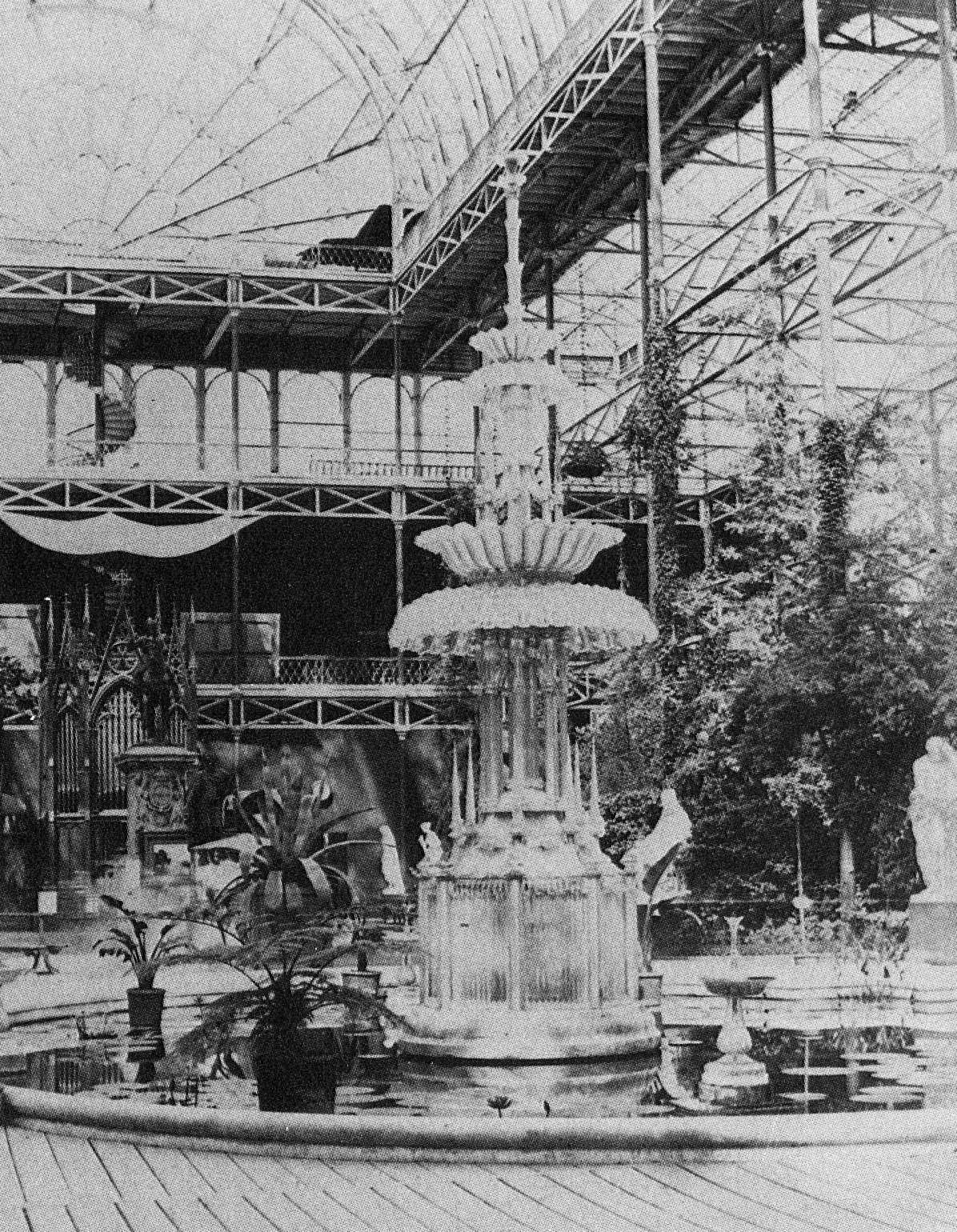
Vedere din interior